# In Gorbachev We Trust
Albums de The Shamen
Drop
(1987) Phorward
(1989)
In Gorbachev We Trust est le second album du groupe The Shamen, sorti en 1989. Il fut une étape importante de la transition du groupe du rock indépendant psychédélique (l'album Drop) à la musique techno (voir, par exemple, « Ebeneezer Goode »). Le Gorbachev évoqué dans le titre est bien sûr Mikhaïl Gorbatchev, dernier dirigeant de l'Union soviétique de 1985 à 1991.

## Liste des pistes
1. Synergy
incluant les fameuses paroles, « M D M A-zing... we are together in ecstasy »
2. Sweet Young Thing
Une reprise de la chanson de Goffin / King / Nesmith de l'album The Monkees (1966)
3. Raspberry Infundibulum
4. War Prayer
Adaptation musicale de la Prière de la guerre de Mark Twain avec des samples de la période de la Guerre froide, comme « God will destroy Russia » (Dieu détruira la Russie, en anglais).
5. Adam Strange
« Adam Strange is in my brain, I'm so glad to know him » (Adam Strange est dans mon crâne. Je suis si heureux de le connaître). « Adam » est un quasi-acronyme (et un terme d'argot anglais) pour la MDMA.
6. Jesus Loves Amerika (Fundamental)
Une dénonciation des fondamentalistes religieux; "furious rhetoric" (rhétorique furieuse) et "scathing" (blessante) selon la BBC[1].
7. Transcendental
8. Misinformation
9. Raptyouare
10. In Gorbachev We Trust
11. Yellow Cellophane Day
12. Mayhew Speaks Out
Samples de Christopher Mayhew MP, qui en 1955 fit un "trip" à la mescaline pour une expérience de la BBC Television

## Réédition en 1999
In Gorbachev We Trust fut réédité en 1999 sous le label Sequel label, avec 3 pistes supplémentaires : Long Gone, Fire Engine, et Knature Of A Girl.